# Pepe Jeans
Pepe Jeans London (někdy i zkráceně Pepe Jeans) je britská značka džínového a sportovního oblečení, kterou v roce 1973 založili Nitin, Arun a Milan Shah v Londýně v ulici Portobello Road. Začínala jako maloobchodní značka a nyní je již mezinárodně známou značkou. Má pobočky ve více než 80 státech světa.

## Historie
V roce 1973 společnost založili tři bratři: Nitin Shah, Arun Shah a Milan Shah. Nitin a jeho tři bratři později založili svou vlastní společnost Sholemay Ltd trading stejně jako Pepe Jeans. Byla pojmenována "Pepe", protože to bylo krátké slovo, které šlo napsat bez větších potíží.
V roce 1975 počet obchodů vzrostl na čtyři. Jeden ze stánků byl na Kensington Market v Londýně, kde bylo prodejní místo pro úspěšné prodejce džínového oblečení. S rozšířením jejich podnikání otevřeli butik na Kings Road v Londýně. Poté otevřeli další butik na Carnaby Street a prostory 7,5 km (25 000 stop) kanceláří a skladu majetku na Avonmore Trading Estate. Během osmdesátých let získala džínová společnost evropského významu. První obchod Pepe Jeans v Indii byl založen v roce 1989. India in 1989. V současné době je značka na špičce výroby a kvality džínového oblečení a těší se z podílu na trhu s více než 25 procenty.
Písně "Heart and Soul" od T'Pau a "How Soon Is Now?" od The Smiths byly v letech 1987 a 1998 použity pro reklamu společnosti. Také první reklamní zkušeností supermodelky Kate Moss byla reklama pro Pepe Jeans.
Současné logo společnosti pochází z roku 1992.
Společnost Pepe Jeans je řízena skupinou Torreal, investiční společností španělského podnikatele Juana Abella.